# Station Utrecht Buurtstation
Het Buurtstation in Utrecht werd geopend op 1 mei 1904 door de Nederlandsche Centraal-Spoorweg-Maatschappij vanwege ruimtegebrek op het bestaande NRS-station (het latere Centraal Station). Het station dankte zijn naam aan het feit dat het het beginpunt was van de buurtspoorwegen die bij Bilthoven en Den Dolder van de Centraalspoorweg aftakten naar respectievelijk Zeist en Baarn.
Het was een kopstation dat van het NRS-station werd gescheiden door de Leidse Rijn, en was vanaf het stationsplein bereikbaar over een loopbrug. Na de verbouwing van het NRS-station in 1936 had dat meer capaciteit, hiermee werd het Buurtstation overbodig, en het werd in 1937 gesloten.
Met de bouw van de Leidseveertunnel, die werd voltooid in 1940, konden de buurtsporen worden doorgetrokken naar het Centraal Station en werden daar vier kopsporen aangelegd direct naast het stationsgebouw. Deze sporen staan nog steeds bekend als "de buurtsporen".
Abcoude · 
Amersfoort:
-Centraal · 
-Schothorst · 
-Vathorst · 
Baarn · 
Bilthoven · 
Breukelen · 
Bunnik · 
Den Dolder · 
Driebergen-Zeist · 
Hoevelaken · 
Hollandsche Rading ·
Houten · 
-Castellum · 
Leerdam · 
Maarn · 
Maarssen · 
Rhenen · 
Soest · 
-Zuid · Soestdijk · 
Utrecht:
-Centraal · 
-Leidsche Rijn · 
-Lunetten · 
-Maliebaan · 
-Overvecht · 
-Terwijde · 
-Vaartsche Rijn · 
-Zuilen · 
Veenendaal: 
-Centrum · 
-West · 
Vleuten · 
Woerden
Voormalige stations: zie de lijst van voormalige spoorwegstations in Utrecht